# بيز غرين
بيز غرين (بالإنجليزية: Piz Gren)‏ هو أحد جبال سلسلة جبال الألب ليبونتيني ويقع في كانتون غراوبوندن في سويسرا. يحتل المرتبة رقم 247 في قائمة جبال سويسرا من حيث الارتفاع، إذ يبلغ ارتفاعه حوالي 2890 متر، بينما يبلغ ارتفاع نتوء الجبل 355 متر.